# Tychowo (Powiat Białogardzki)
Tychowo [tɨ'xɔvɔ] (deutsch Groß Tychow) ist eine Stadt und namensgebender Ort einer Stadt- und Landgemeinde im Powiat Białogardzki (Belgarder Kreis) der polnischen Woiwodschaft Westpommern.

## Geographische Lage
Tychowo liegt in Hinterpommern, 21 Kilometer südöstlich der Stadt Białogard (Belgard), zwischen den Flüssen Liśnica (Leitznitz) und Leszczynka (Hasselbach).
Die Lage an der Bahnstrecke Szczecinek (Neustettin) – Kołobrzeg (Kolberg) zwischen den Städten Białogard, Koszalin (Köslin), Bobolice (Bublitz) und Połczyn-Zdrój (Bad Polzin) machte Tychowo zu einem Verkehrsknoten und Versorgungszentrum für die umliegenden Gemeinden.

## Geschichte

Groß Tychow südöstlich der Stadt Belgard auf einer Landkarte von 1910

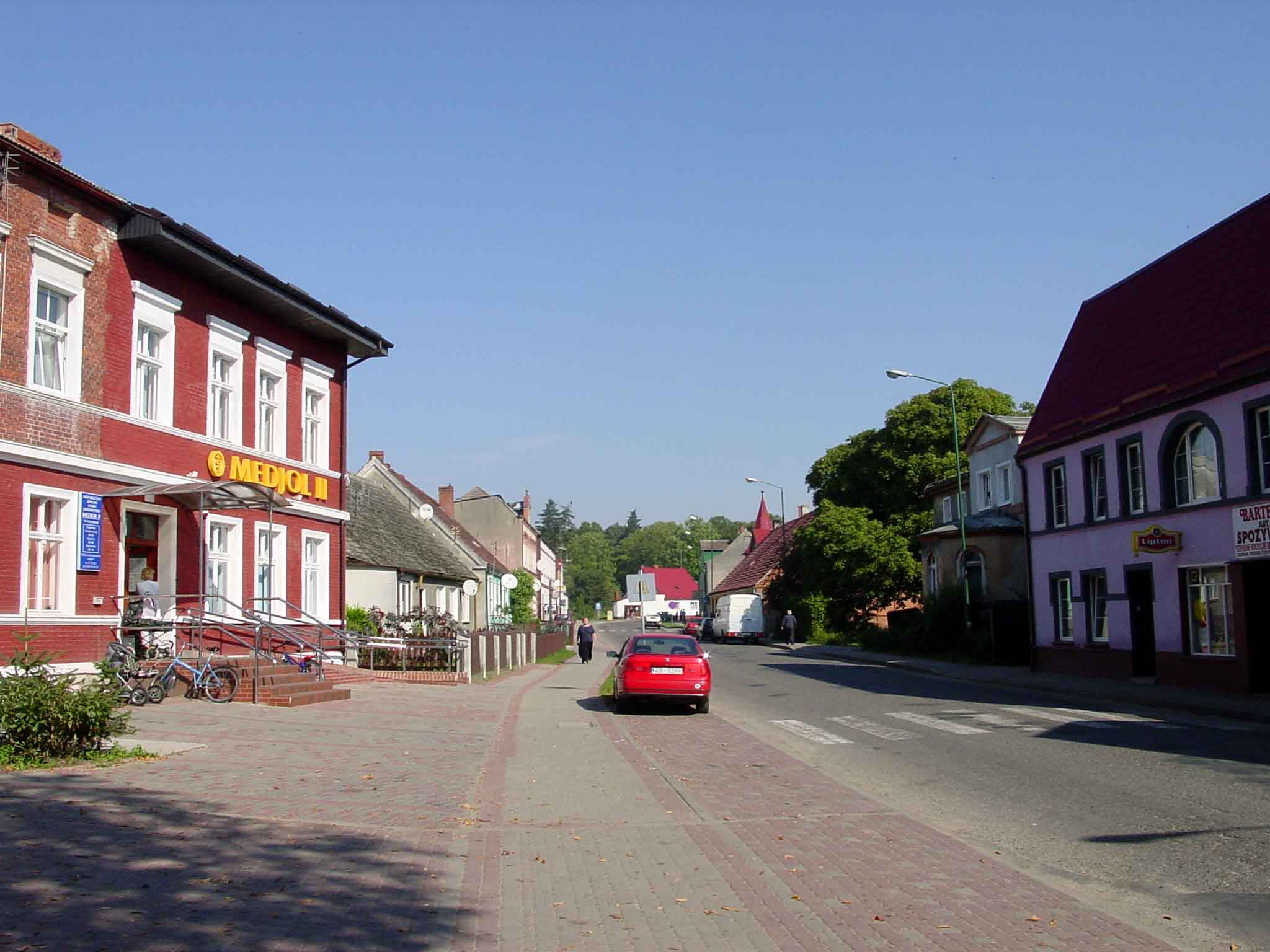
Straßenzug in Groß Tychow

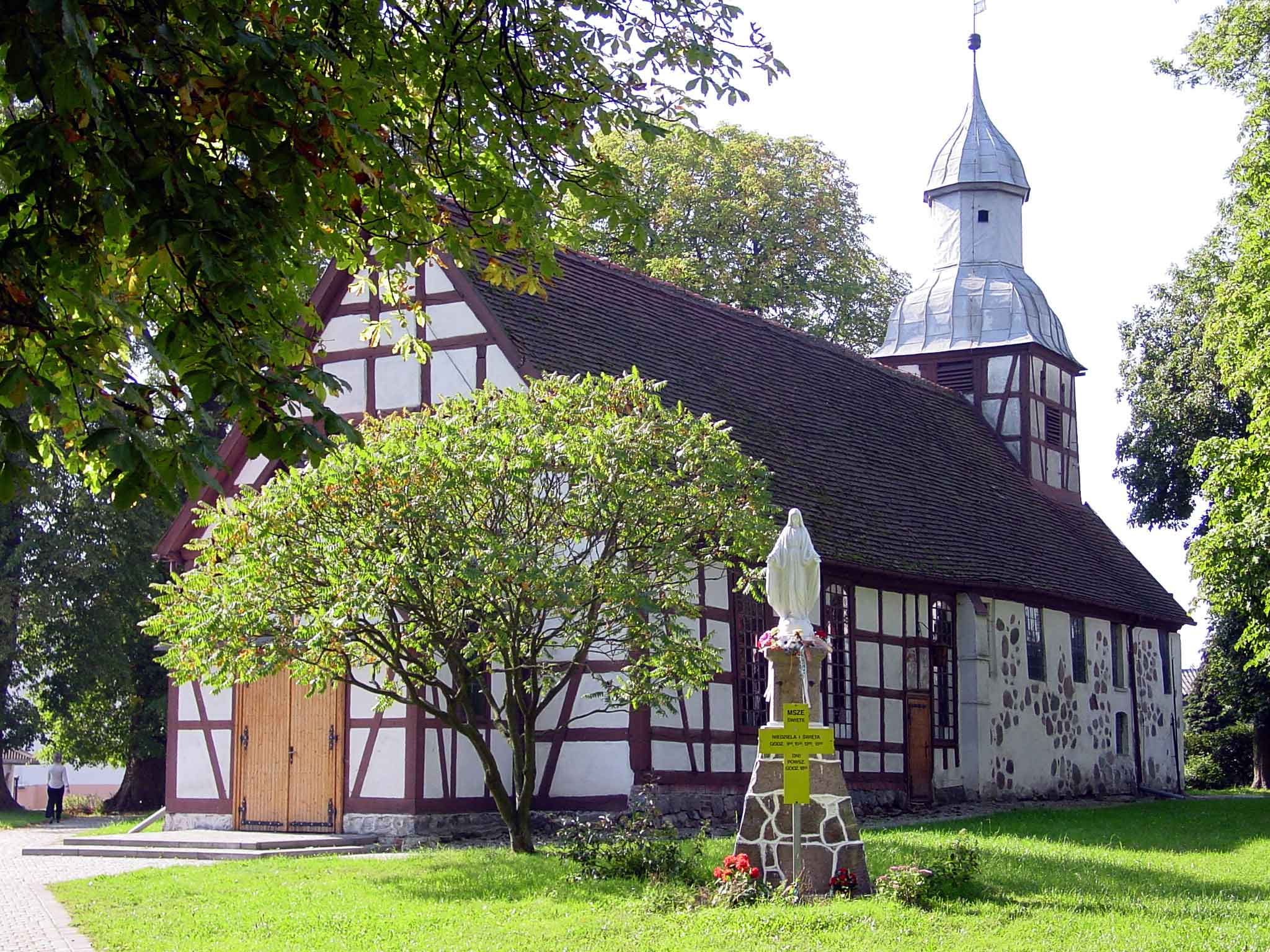
Kirche zu Groß Tychow (Tychowo)

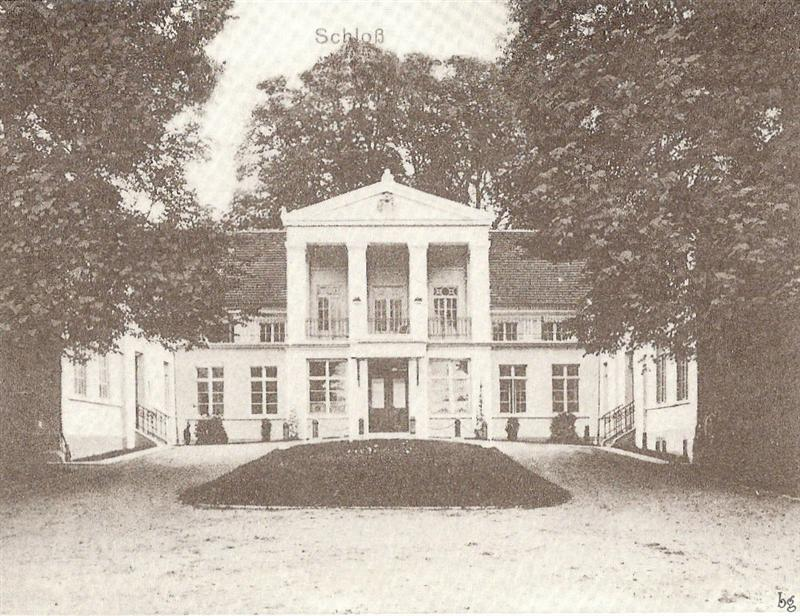
Kleistsches Schloss im Jahr 1939

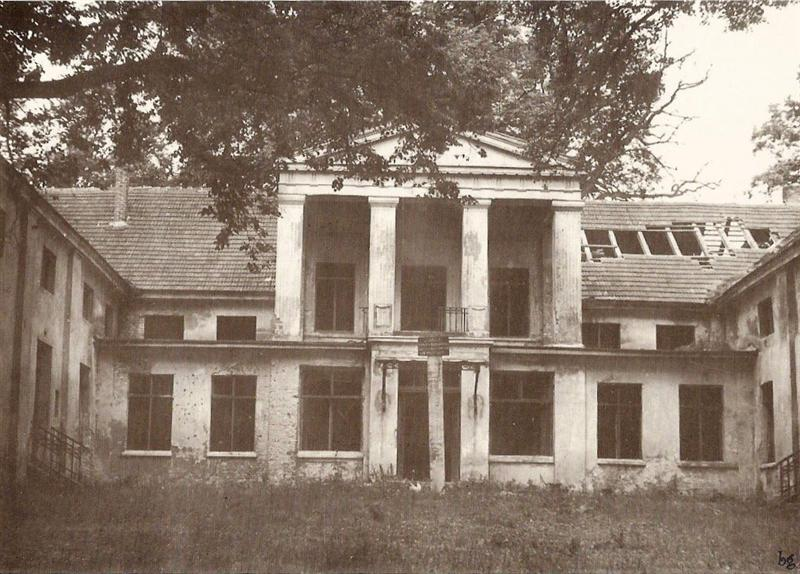
Ruine des Kleistschen Schlosses im Jahr 1960

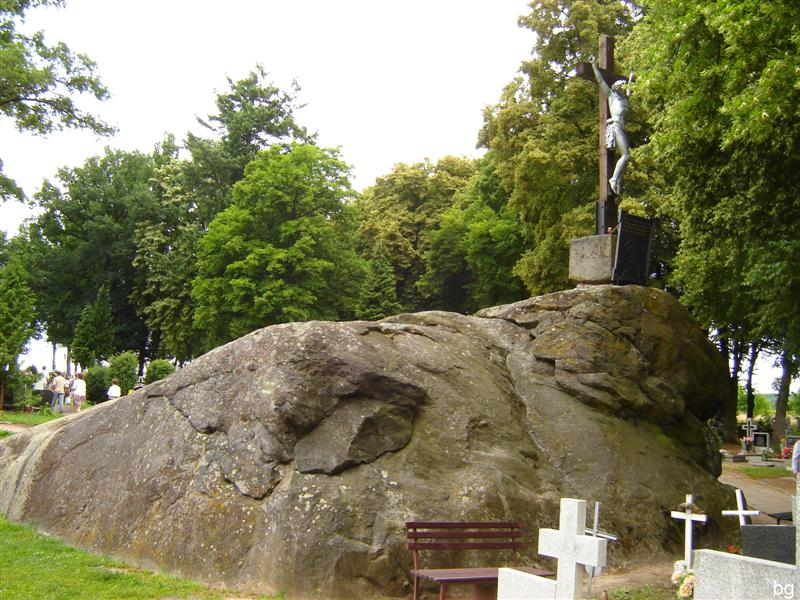
Findling Großer Stein auf dem alten Friedhof von Groß Tychow

Das heutige Tychowo ist ein ursprüngliches Siedlungsgebiet der Familie von Kleist. Der Ort wurde im Jahre 1250 zusammen mit dem von Kleistschen Besitz Dubberow (heute polnisch: Dobrowo) zum ersten Mal erwähnt. Seit 1540 heißt der Ort – im Unterschied zum ebenfalls von Kleistschen Besitz Wendisch Tychow (Tychow) bzw. Woldisch Tychow (Tychówko) – zunächst „Groten Tichow“, wobei „Tichow“ die Bedeutung „Ruhe“, „Stille“ hat. Es blieb bis 1945 Eigentum derer von Kleist. Um 1775 erbaute Peter Christian von Kleist das Schloss, einen hufeisenförmigen, von einem Burggraben umgebenen Bau inmitten von Wiesen.
Die Zahl der Einwohner hatte sich von 1488 im Jahre 1910 auf 2019 Einwohner in 555 Haushaltungen im Jahre 1939 erhöht; Groß Tychow war zu dieser Zeit das größte Dorf im Kreis Belgard. Die Gemeindefläche betrug stattliche 3766 Hektar. Zur Gemeinde gehörten die Vorwerke Johannsberg (heute: Trzebiszyn), Papwiese, Wilhelmshof, Marienhof (Doprochy), Bamnitz, Charlottenau und Vogelsang. Groß Tychow bildete einen eigenen Amts- und Standesamtsbezirk und lag im Amtsgerichtsbereich Belgard. Letzte deutsche Bürgermeister waren Karl Reinke und ab 1942 Paul Pitann.
Gegen Ende des Zweiten Weltkriegs kam im März 1945 die Rote Armee in das Dorf. Die Einwohner waren bereits auf der Flucht, ihre Trecks wurden allerdings bei Standemin (Stanomino) und Treptow (Trzebiatów) von den Truppen überrollt und zur Umkehr gezwungen. Die Region wurde nach Kriegsende unter polnische Verwaltung gestellt. Die Einwohner wurden bis 1946 vertrieben und durch Polen ersetzt.
Heute ist Tychowo ein Ortsteil der Gmina Tychowo und deren Verwaltungssitz. Zum 1. Januar 2010 wurde Tychowo zur Stadt erhoben.

### Einwohnerzahlen
| Jahr | Ein- wohner | Anmerkungen                                            |
| ---- | ----------- | ------------------------------------------------------ |
| 1852 | 0698        | [ 7 ]                                                  |
| 1867 | 0473        | [ 8 ]                                                  |
| 1871 | 0470        | [ 8 ]                                                  |
| 1925 | 1761        | darunter 1717 Evangelische, 17 Katholiken und ein Jude |
| 1933 | 1901        | [ 10 ]                                                 |
| 1939 | 2209        | [ 10 ]                                                 |

### Kirche

#### Evangelisches Kirchspiel (bis 1945)
Das Kirchspiel Groß Tychow bestand aus zwei früher selbständigen Pfarreien, die erst 1821 zusammengelegt wurden:
- Groß Tychow mit Burzlaff (Borzysław), Zarnekow (Czarnkowo), Kieckow (Kikowo) und Klein Krössin (Krosinko), sowie:
- Neu Buckow (Bukówko) mit Alt Buckow (Bukowo), Mandelatz (Modrolas), Rottow (Retowo) und Schlennin (Słonino).

Das Kirchspiel Groß Tychow gehörte zum Kirchenkreis Belgard in der Kirchenprovinz Pommern der evangelischen Kirche der Altpreußischen Union.
Das Kirchenpatronat oblag bis 1945 den Gutsbesitzern Graf von Kleist-Retzow auf Groß Tychow, von Heydebreck auf Neu Buckow (Hauptpatron), von Heydebreck auf Schlennin, Graf von Kleist-Retzow auf Alt Buckow, Haeger auf Mandelatz, und von Versen auf Burzlaff.
Im Jahr 1940 zählte das Kirchspiel insgesamt 3683 Gemeindeglieder, von denen 2830 im Bereich Groß Tychow und 853 im Bereich Neu Buckow wohnten. Letzter deutscher Pfarrer war Werner Braun.
Heute gehört Tychowo zur Parafia (Parochie) Koszalin (Köslin) in der Diözese Pommern-Großpolen der polnischen evangelischen Kirche Augsburgischer (lutherischer) Konfession. Kirchort ist Białogard.

#### Katholische Pfarrei (seit 1946)
Nach der mehrheitlichen Flucht und Vertreibung der deutschen Bevölkerung in den Jahren 1945/46 wurde die Kirche katholische Pfarrkirche mit dem Patrozinium Maria, Hilfe der Christen.

#### Kirchen
- Groß Tychow: Die Kirche ist das wohl älteste Gebäude im Ort und wurde wahrscheinlich gegen Ende des 15. Jahrhunderts aus mit Ziegeln durchsetzten Feldsteinen errichtet. 1830 wurde das Kirchenschiff nach Osten in ausgemauertem Fachwerk verlängert und erhielt 1859 an der Südseite einen Anbau in Ziegelmauerwerk mit Renaissancegiebel als Patronatschor. Der Turm erhielt 1871 (Jahreszahl der Wetterfahne) nach einem Brand sein Fachwerkobergeschoss mit geschweifter Haube. Altar und Kanzel sind in der ersten Hälfte des 18. Jahrhunderts angefertigt. Am Kanzelkorb befinden sich Holzfiguren der Apostel. Wegen seines guten Zustandes dürfte das Gotteshaus auch heute noch zu den Schmuckstücken der pommerschen Kirchen gehören. Im Jahr 1976 wurde der Innenraum umgestaltet und der gotische Hochaltar in die Filialkirche in Stare Dębno gebracht.[12]

- Neu Buckow: Die alte Feldsteinkirche hat ein Zeltdach mit holzverkleidetem Turmaufsatz. Trotz zahlreicher Veränderungen im Inneren sind die sechs buntverglasten, bleigefassten Fenster (ein Geschenk des Patrons von Heydebreck um 1865) bis heute erhalten.

- Kieckow: Die Kapelle, ein Ziegelbau mit Feldsteinfundament, kleinem Chor und Dachreiter, ist 1848 durch Hans Hugo von Kleist-Retzow erbaut worden.

### Naturdenkmal
Über die Gemeindegrenzen hinweg bekannt ist der Findling Großer Stein (polnisch: Głaz narzutowy „Trygław“) inmitten des alten Friedhofs von Groß Tychow.
Er ist der drittgrößte Findling Europas: ein Felsblock von 3,74 Metern Höhe, 16,90 Metern Länge und 11,25 Metern Breite, bei einem Umfang von etwa 44 Metern und einem geschätzten Rauminhalt von 700 Kubikmetern. Der größte Teil des Steins liegt unterhalb der Erdoberfläche.
Der Große Stein von Tychow ist Gegenstand einer pommerschen Sage: Danach soll einst der Teufel einen noch größeren Stein nach Tychow geworfen haben, wobei dieser jedoch in zwei Teile zerbrach und die andere Hälfte im Dorf Burzlaff niederging.

### Persönlichkeiten

#### Söhne und Töchter des Ortes
- Karl Wilhelm von Kleist (1707–1766), preußischer Offizier und Träger des Pour le Mérite
- Hans Jürgen von Kleist-Retzow (1771–1844), preußischer Landrat und Gutsbesitzer
- Carl Pretzel (1864–1935), deutscher Schulreformer
- Wolf Friedrich von Kleist-Retzow (1868–1933), deutscher Fideikommissherr und Landrat
- Siegfried Treichel (1932–2022),  deutscher Facharzt für Neurologie, Psychiatrie und Psychotherapie, Standespolitiker
- Darius Kaiser (* 1961), deutsch-polnischer Radrennfahrer

#### Mit dem Ort in Verbindung stehend
- Ewald Georg von Kleist (1698–1768), preußischer Generalmajor und Kommandant des Forts Preußen bei Neisse, starb auf seinem Gut Groß Tychow

## Gmina Tychowo

### Gemeindeinformationen
Die Stadt- und Landgemeinde Tychowo weist eine Fläche von 351 km² auf und steht in der Reihenfolge nach Größe der 114 Gemeinden in der Woiwodschaft Westpommern an neunter Stelle. Bei 7057 Einwohnern nimmt sie den 55. Rang ein und hat eine Bevölkerungsdichte von 20 Einwohnern pro km².
Bis zum 31. Dezember 1998 gehörte die seit 1983 bestehende Gmina Tychowo zur Woiwodschaft Koszalin. Ihre Postleitzahl ist einheitlich 78-220.
Die Gemeinde wird von der Parsęta durchflossen sowie von zwei ihrer Nebenflüsse: die Liśnica (Leitznitz) und die Dębnica (Damitz), außerdem von der Leszczynka (Hasselbach).
Die Gemeinde ist ein Knotenpunkt des Straßenverkehrs. Durch ihre Mitte führen die Woiwodschaftsstraßen:
- DW 167 nach Koszalin (Köslin), 32 Kilometer,
- DW 169 nach Bobolice (Bublitz), 25 Kilometer, bzw. Białogard (Belgard), 21 Kilometer, und
- DW 167 nach Połczyn-Zdrój (Bad Polzin), 26 Kilometer.

An der Bahnstrecke Szczecinek–Kołobrzeg verfügt die Landgemeinde über zwei Bahnstationen: Tychowo und Podborsko.

### Gemeindegliederung
In der Gmina Tychowo sind 15 Ortsteile (sołectwo) zusammengeschlossen:
- Tychowo (Groß Tychow) als Amtssitz, sowie Borzysław (Burzlaff), Bukówko (Neu Buckow), Dobrowo (Klein und Groß Dubberow), Drzonowo Białogardzkie (Drenow), Dzięciołowo (Dimkuhlen), Modrolas (Mandelatz), Motarzyn (Muttrin), Osówko (Wutzow), Pobądz (Pobanz), Sadkowo (Zadtkow), Stare Dębno (Damen), Trzebiszyn (Johannsberg), Tyczewo (Tietzow) und Warnino (Warnin).

Diese Ortsteile umfassen ihrerseits insgesamt 47 kleinere Ortschaften, wie
- Bąbnica (Bamnitz), Borzysław-Kolonia (Kolonie Burzlaff), Buczki (Schönfelde), Bukowo (Alt Buckow), Czarnkowo (Zarnekow), Doble (Döbel), Dobrochy (Marienhof), Dobrówko (Klein Dubberow), Giżałki (Gissolk, 1937–1945: Eichkamp, Kr. Neustettin), Głuszyna (Dowenheide), Kikowo (Kieckow), Kowalki (Kowalk), Kościanka (Hansfelde), Krosinko (Klein Krössin), Liśnica (Augustenhof), Nowe Dębno (Neudamen), Podborsko (Kiefheide), Radzewo (Louisenhof), Retowo (Rottow), Rozłazino (Heinrichshain), Rudno (Rauden), Skarszewice (Rosalienhof), Sławomierz (Karlshof), Słonino (Schlennin), Smęcino (Schmenzin), Solno (Joachimshof), Trzebiec (Neuhof), Wełdkowo (Groß Voldekow), Wełdkówko (Klein Voldekow), Wicewo (Vietzow), Zaspy Małe (Klein Satspe), Zaspy Wielkie (Groß Satspe), Zastawa (Muttriner Mühle), Żukówek (Petersdorf).